# José Desiderio Valverde
José Desiderio Valverde Perez (Santiago de los Caballeros, 1822 - Santiago de los Caballeros 22 december 1903) was kortstondig president van de Dominicaanse Republiek in 1858.
José Desiderio Valverde was militair, politicus, president, nam deel aan de Slag van Sabana Larga, was een van de belangrijkste leiders van de oppositiebeweging tegen Buenaventura Báez en deelnemer aan de beweging van Ulises Francisco Espaillat. Hij was voorstander van een onafhankelijke Dominicaanse Republiek maar steunde de annexatie door Spanje.
Zijn exacte geboortedatum is niet bekend. Hij was de zoon van José María Valverde en Ana María Teresa Fernández Perez de la Antigua, die op 26 februari 1848 in Santiago zijn getrouwd en was de jongste van vijf kinderen. Van vaderszijde was hij een afstammeling van de graven van Oropesa in Spanje. De familie gaat terug tot Pedro Sanchez Valverde, geboren in 1643 in Alburquerque, Badajoz, Spanje. 
Hij trouwde met Ana Rosa Mallol en zij kregen zeven kinderen.

## Loopbaan
Valverde werd bevriend met Ramón Matías Mella die hij begeleidde bij de reorganisatie van het Dominicaanse leger in San José de las Matas. Hij kreeg de rang van kapitein.
Valverde was, als prominent leider van de Dominicaanse onafhankelijkheidsbeweging, lid van het leger dat in 1844 tegen de Haïtiaanse overheersing vocht, die in 1822 was begonnen. In 1845 werd hij gekozen tot afgevaardigde voor de provincie Santiago. 
In 1856 nam hij deel aan de Slag van Sabana Larga.
Hij leidde de beweging die de regering van Buenaventura Báez verdreef en werd op 22 juli 1857 voorzitter van een schaduwregering van de Cibao.
In 1858 werd hij, na het vertrek van Báez, gekozen tot president van de grondwetgevende vergadering in Moca. Hij ratificeerde de grondwet waardoor ook Santiago de los Caballeros de hoofdstad werd. Mede hierdoor ontstonden protesten onder leiding van Pedro Santana en werd hij gedwongen om de macht aan hem af te staan. Op 31 augustus 1858 nam hij ontslag en ging in ballingschap in de Verenigde Staten. Santana verleende hem amnestie, hij keerde terug en ging akkoord met de annexatie door de Spaanse overheid in 1861.
In 1861 ontstond er onenigheid in het nationale leger, waarvoor hij werd vervolgd en opgesloten. Hij wist te ontsnappen, sloot zich aan bij Gaspar Polanco en nam in 1863 deel aan de aanval op het hoofdkwartier van Guayubín. Dit was het begin van de oorlog voor La Restauración (het herstel van de onafhankelijkheid).
In 1874 werd hij gouverneur van Santiago, hij was deelnemer aan de beweging van Ulises Francisco Espaillat en in 1879 keerde hij de politiek definitief de rug toe.